# كاردوجين
كاردوجين هي قرية في مقاطعة كليبر، إيران. عدد سكان هذه القرية هو 28 في سنة 2006.